# 罗德里格岛
罗德里格岛（法語：Rodrigues），又译为罗德里格斯岛，是毛里求斯共和国的一个自治离岛。该岛是印度洋马斯克林群岛中的岛屿，位于毛里求斯岛以东560公里处。罗德里格岛为一火山岛，四周被珊瑚礁环绕。该岛曾是毛里求斯的第十个区，但在2002年12月10日获得了自治地位，并由罗德里格区域议会管辖。岛屿面积为108平方公里，最高点海拔355米，首府为馬蒂蘭港。
2014年，罗德里格岛人口数量为41,669人。岛上居民主要是非洲人后裔，主要使用罗德里格克里奥尔语，但英语和法语主要用于行政管理、法院及商业中。大部分人信仰天主教。岛上经济主要为是渔业、种植业、手工业及开发中的旅游业。

## 历史
阿拉伯人最早发现了马斯克林群岛。1507年迪奥戈·费尔南德斯·佩雷亚继发现留尼汪岛和毛里求斯之后发现了罗德里格岛。当时该岛不在欧洲人的航线上，因而极少有人登岛。1601年，荷兰人开始在岛上补给食物。1691年，胡格诺派教士弗朗索瓦·勒加带着7个同伴来到罗德里格，希望建立一个农场以收容在欧洲受到宗教迫害的新教徒。虽然最终农场未能建立，却发现这里生活着大量的海龟、陆龟、鸟类，且海产丰富。
整个18世纪，法国人向罗德里格输入了大量黑奴，尝试在该岛开发畜牧业和种植业。大量非洲裔人口的输入也形成了如今罗德里格人口由穆拉托人组成的结果。
1809年，英军击败法军，占领了毛里求斯岛和罗德里格岛，废除了奴隶制。
1968年，毛里求斯独立，罗德里格成为当时的毛里求斯主权国的一部分。自2002年起罗德里格是毛里求斯下辖一个自治离岛。

## 地理
罗德里格岛是一个诞生在100万年到400万年前的火山岛，数百万年来，毛里求斯进化出了独特的生态系统。

### 生态系统和生物灭绝
环绕罗德里格岛的珊瑚礁非常独特，它不接受外来的珊瑚虫，这就形成了一种种类稀少但独特的生态系统：一种珊瑚虫、两种雀鲷以及几种甲壳动物是罗德里格珊瑚礁内仅有的生物。
罗德里格岛的岛徽上有着四种罗德里格特有的生物：罗德里格狐蝠、罗德里格织布鸟、罗德里格莺以及已经灭绝的罗德里格斯渡渡鸟。
许多罗德里格特有的陆生生物和鸟类已经灭绝，灭绝原因无外乎外来物种入侵（诸如黑鼠）、栖息地破坏以及过度狩猎。有记录的罗德里格岛生物灭绝时间如下：
1691年之前：
- Bourne's Petrel，一种海燕， Pterodroma sp.
- Rodrigues Turtle-dove（英语：Rodrigues Turtle-dove），马达加斯加鸠，Nesoenas (picturata) rodericana
- Rodrigues Bulbul（英语：Rodrigues Bulbul），罗德里格鹎，Hypsipetes sp.
- Rodrigues Babbler，罗德里格画眉，Sylvioidea gen. et sp. indet.
- 黑圆尾鹱，马斯克林海燕， Pterodroma aterrima

1730年-1760年左右：
- 羅德里格斯夜鷺，Nycticorax megacephalus
- 羅德里格斯秧雞，Aphanapteryx leguati
- 羅迪椋鳥，Necropsar rodericanus
- Rodrigues Owl（英语：Rodrigues Owl），罗德里格猫头鹰，Mascarenotus murivorus
- 羅德里格斯渡渡鳥，Pezophaps solitaria
- 羅島藍鳩，"Alectroenas" rodericana
- 腐屍鸚鵡，Necropsittacus rodericanus

1800年左右：

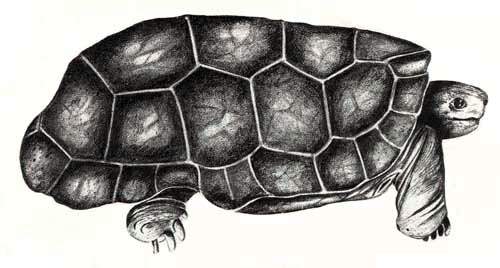
圆顶罗德里格巨龟画像

- Domed Rodrigues Giant Tortoise（英语：Domed Rodrigues Giant Tortoise），圆顶罗德里格巨龟，Cylindraspis peltastes
- Saddle-backed Rodrigues Giant Tortoise（英语：Saddle-backed Rodrigues Giant Tortoise），鞍壳罗德里格巨龟，Cylindraspis vosmaeri

1845年前后：
- Rodrigues Giant Day Gecko（英语：Rodrigues Giant Day Gecko），罗德里格巨型日行守宫，Phelsuma gigas

1875年前后
- 牛頓鸚鵡，Psittacula exsul

1920年前后
- 艾氏日行守宫，罗德里格斯日行守宫，Phelsuma edwardnewtoni

罗德里格斯茜草曾被认为已经灭绝，但1979年人们又重新发现了这种植物。

## 政治
毛里求斯独立后，罗德里格作为毛里求斯的一个区与其他区享有同等权利，但从2002年起，罗德里格是毛里求斯的一个自治离岛，享有广泛的自治权。

### 行政区划
罗德里格岛分为14个分区：
| 分区编号 | 分区名                                              | 人口数（2000年人口普查结果） |
| -------- | --------------------------------------------------- | ---------------------------- |
| 第5区    | 馬蒂蘭港（Port Mathurin）                           | 5,929                        |
| 第8区    | 拉坦尼尔斯-鲁宾山（Lataniers-Mont Lubin）           | 3,806                        |
| 第9区    | 小加布里埃尔（Petit Gabriel）                       | 3,658                        |
| 第12区   | 科科河（Rivière Cocos）                             | 2,893                        |
| 第10区   | 芒果田-四面风（Mangues-Quatre Vents）               | 2,870                        |
| 第11区   | 珊瑚平原-富歇珊瑚（Plaine Corail-La Fouche Corail） | 2,832                        |
| 第13区   | 东南港（Port Sud-Est）                              | 2,717                        |
| 第4区    | 牡蛎湾（Oyster Bay）                                | 2,594                        |
| 第7区    | 罗氏善神-三叶草（Roche Bon Dieu-Trèfles）           | 2,059                        |
| 第14区   | 科罗曼德-沙砾（Coromandel-Graviers）                | 1,944                        |
| 第1区    | 辣椒田-黄玉湾（Piments-Baie Topaze）                | 1,445                        |
| 第2区    | 农场（La Ferme）                                    | 1,112                        |
| 第3区    | 马尔加什湾（Baie Malgache）                         | 1,076                        |
| 第6区    | 大湾-番石榴山（Grand Baie-Montagne Goyaves）        | 844                          |
|          | 罗德里格全岛                                        | 35,779                       |

各个分区进一步分为居民点，最小的农场区（La Ferme）有6个居民点，首府馬蒂蘭港则分为22个居民点，全岛共有182个居民点。

## 交通

### 航空
- 伽堂·杜瓦爾爵士機場：位於島上的珊瑚平原，所以2007年之前稱為珊瑚平原機場。